# يوسف العطية
يوسف عبد الله العطية هو لاعب كرة قدم سعودى يلعب لنادي الشرق.

## مسيرة اللاعب
تدرج في الفئات السنية بنادي الفتح وبعدها لعب مع نادي نجران ونادي النجوم على فترتين ونادي الروضة ونادي الشرق، ومثل منتخب السعودية الأولمبي لكرة القدم.